# 黄华 (1913年)
黄华（1913年1月25日—2010年11月24日），曾用名王汝梅，汉族，河北磁县人，中国共产党、中华人民共和国外交家及政治家，原副国级领导人。燕京大学毕业，1936年加入中国共产党。曾是中共第十、十一、十二屆中央委員，第十三屆中共中央顧問委員會常委。曾任中华人民共和国外交部部长、国务院副总理、国务委员、全国人大常委会副委员长等职。

## 生平
黄华曾任燕京大学学生会主席。一二九运动的学生联合会总交际。1936年1月，在燕京大学秘密加入中国共产党。6月，陪同燕京大学教师埃德加·斯诺赴延安采访毛泽东。黄华回忆：“为斯诺做翻译，使我有机会接触所有他采访过的领导干部和战士，了解他们苦难的身世，艰险的战斗经历……”因为黄华到了陕北苏区后即下决心不再离去，叮嘱斯诺写文章、写书都不要用黄华的名字和照片，所以斯诺的书直到中华人民共和国成立后再版时才提到黄华的参与。黄华后留在延安，曾担任翻译、秘书等工作。1937年1月作为第一批人员进入东北军移交给中共的延安城。抗战时期，黄华先后在中央党校学习、中央组织部、西北青年救国会、泽东青年干部学校任生活指导处处长、教育长等。
1949年主持接收中华民国外交部，同年5月5日，奉中共中央命与时任美国驻华大使司徒雷登接触未果。1953年任朝鲜停战政治谈判中方代表和外交部西欧非洲司司长。1954年，作为中华人民共和国代表团一员参加日内瓦会议。1960年至1971年相继任驻加纳、埃及、加拿大大使。1971年中华人民共和国获得联合国席位后，为首任常驻联合国及其安全理事会的代表。1976年12月任外交部长，后兼任国务院副总理、國務委員。
黄华曾随周恩来总理出席日内瓦会议和万隆会议，任中国代表团顾问和发言人。出席过多届联合国大会。1978年与日本外相园田直签署了《中华人民共和国和日本国和平友好条约》。1978年主持与美国代表的建交谈判，1982年与美国国务卿亚历山大·黑格签署关于解决美售台武器问题的八一七公报。1979年随邓小平副总理访问美国。
黃華卸任外交部部長後，1983年當選為第六屆全国人大常委会副委员长，多次以副委員長身份率人大代表團到各國訪問和出席各種國際會議。
2010年11月24日凌晨3時8分在北京逝世，享年97歲。

## 评价
官方稱讚黃華為「中國共產黨的優秀黨員，久經考驗的忠誠的共產主義戰士，無產階級革命家，我國外交戰線的傑出領導人」。

## 著作
- 《亲历与见闻——黄华回忆录》世界知识出版社 / 2007
- 《Huang Hua Memoirs》黄华回忆录英文版，外文出版社 / 2008

## 家庭
- 夫人：何理良，法学家何思敬的女儿，1925年生，1940年参加革命，1944年经朱德夫人康克清介绍与时任朱德政治秘书的黄华在延安结婚，1945年毕业于延安中央军委俄文学校。1958年毕业于莫斯科国立国际关系学院历史系。1960年至1976年先后在驻加纳、埃及和加拿大大使馆以及常驻联合国代表团任外交官至参赞，1977年至1986年任外交部国际司副司长，曾任五、六、七、八届全国政协委员和全国妇联执委。